# Fotbal na Letních olympijských hrách 2000
Fotbalové turnaje mužů a žen na Letních olympijských hrách 2000 se hrály od 13. do 30. září. Turnaje mužů se mohli účastnit pouze hráči do 23 let (každý tým navíc mohl nominovat i tři starší hráče), zatímco turnaj žen byl hrán bez jakýchkoliv věkových omezení.
Mužského turnaje se účastnilo 16 týmů (rozlosovaných do 4 skupin po 4 týmech, ze kterých první dva postoupili do čtvrtfinále), zatímco ženského osmička týmů, která byla rozlosována do dvou skupin po 4 týmech. Do semifinále postoupili první dva z každé skupiny.

## Mužský turnaj
| Zlato | Stříbro | Bronz |
| Kamerun | Španělsko | Chile |
| Samuel Eto'o Serge Mimpo Clément Beaud Aaron Nguimbat Joël Epalle Modeste M'bami Patrice Abanda Nicolas Alnoudji Daniel Bekono Serge Branco Lauren Carlos Kameni Patrick M’Boma Albert Meyong Daniel Ngom Kome Geremi Njitap Patrick Suffo Pierre Womé Trenér: Jean-Paul Akono | David Albelda Iván Amaya Miguel Ángel Angulo Daniel Aranzubia Joan Capdevila Jordi Ferrón Gabriel García Xavier Hernández Jesús María Lacruz Albert Luque Carlos Marchena Felip Ortiz Carles Puyol José María Romero Ismael Ruiz Raúl Tamudo Antonio Velamazán Unai Vergara Trenér: Iñaki Sáez | Pedro Reyes Nelson Tapia Héctor Tapia Iván Zamorano Javier di Gregorio Cristián Álvarez Francisco Arrué Pablo Contreras Sebastián González David Henríquez Manuel Ibarra Claudio Maldonado Reinaldo Navia Rodrigo Núñez Rafael Olarra Patricio Ormazábal David Pizarro Rodrigo Tello Mauricio Rojas Trenér: Nelson Acosta |

## Ženský turnaj
| Zlato | Stříbro | Bronz |
| Norsko | USA | Německo |
| Gro Espesethová Bente Nordbyová Marianne Pettersenová Hege Riiseová Kristin Bekkevoldová Ragnhild Gulbrandsenová Solveig Gulbrandsenová Margunn Haugenesová Ingeborg Hovlandová Christine Bøe Jensenová Silje Jørgensenová Monica Knudsenová Gøril Kringenová Anne Tønnessenová Unni Lehnová Dagny Mellgrenová Anita Rappová Brit Sandauneová Bente Kvitlandová Trenér: Per Mathias Høgmo | Brandi Chastainová Joy Fawcettová Julie Foudyová Mia Hammová Michelle Frenchová Kristine Lillyová Tiffeny Milbrettová Carla Overbecková Cindy Parlowová Briana Scurryová Lorrie Fairová Shannon MacMillanová Siri Mullinixová Christie Pearceová Nikki Serlengaová Danielle Slatonová Kate Sobrerová Sara Whalenová Trenér: April Heinrichsová | Ariane Hingstová Melanie Hoffmannová Steffi Jonesová Renate Lingorová Maren Meinertová Sandra Minnertová Claudia Müllerová Birgit Prinzová Silke Rottenbergová Kerstin Stegemannová Bettina Wiegmannová Tina Wunderlichová Nicole Brandebusemeyerová Nadine Angererová Doris Fitschenová Jeannette Götteová Stefanie Gottschlichová Inka Gringsová Trenér: Tina Theune-Meyer |